# Sangue facile (film 2009)
Sangue facile (A Simple Noodle Story, cinese semplificato: 三枪拍案惊奇; cinese tradizionale: 三槍拍案驚奇; pinyin: Sānqiāng Pāi'àn Jīngqí) è un film del 2009 diretto da Zhāng Yìmóu.